# Френк Вортінгтон
Френк Вортінгтон (англ. Frank Worthington, 23 листопада 1948, Галіфакс — 22 березня 2021) — англійський футболіст, що грав на позиції нападника, також футбольний тренер.
Виступав, зокрема, за «Гаддерсфілд Таун» і «Лестер Сіті», а також національну збірну Англії.

## Клубна кар'єра
У дорослому футболі дебютував 1966 року виступами за команду друголігового «Гаддерсфілд Таун». Зі свого другого сезону у команді став гравцем її основного складу. В сезоні 1969/70 забив 19 голів у 42 мачтах Другого дивізіону, допомігши гаддерсфілдцям виграти цей турнір і підвищитися у класі. Відіграв за «Гаддерсфілд Таун» два сезони у Першому дивізіоні, проте не зміг допомогти команді 1972 року залишитися в еліті англійського футболу. в якій провів шість сезонів, взявши участь у 171 матчі чемпіонату.
«Гаддерсфілд» понизився у класі, проте Вортінгтон продовжив виступи у Першому дивізіоні, ставши влітку 1972 року гравцем «Лестер Сіті». За цю команду відіграв повних п'ять сезонів, а невдовзі після початку сезону 1977/78 залишив її аби приєднатися до «Болтон Вондерерз». У Болтоні досвідчений нападник відразу став лідером атак і вже у сезоні 1978/79, своєму першому повному сезоні у команді, став не лише її найкращим бомбардиром, але й забив найбільше голів з усіх нападників найвищого дивізіону Англії (24).
Проте той сезон виявився до Вортінгтона єдиним повним сезоном у формі «Вондерерз», адже вже 1979 року гравець прийняв пропозицію із США, де провів на умовах оренди два десятки матчів за «Філадельфія Фьюрі». Повернувшись до Англії, того ж 1979 року став гравцем друголігового «Бірмінгем Сіті». Був гравцем його команди, яка з наступного сезону змагалася вже у Першому дивізіоні, до 1982 року. Протягом цього періоду на умовах оренди встиг також пограти у Швеції за «М'єльбю» та за американський «Тампа-Бей Роудіс».
1982 рік провів граючи за «Лідс Юнайтед», згодом захищав кольори «Сандерленда», «Саутгемптона» і «Брайтон енд Гоув».
1985 року 36-річного нападника запросив на позицію граючого тренера представник четвертого англійського дивізіону «Транмер Роверз». Завершиви співпрацю з цим клубом у 1987 році пограв ще за «Престон Норт-Енд» і «Стокпорт Каунті» у чевтертому і третьому дивізіонах. Згодом вже 40-річний гравець провів деяких час у південноафриканському «Кейптаун Сперс», після чого повернувся на батьківщину, де грав за декілька аматорських команд.
Протягом 1991—1992 років був головним тренером команди «Галіфакс Таун», був також включений до її заявки, проте в матчах першості участі не брав.

## Виступи за збірну
1974 року дебютував в офіційних матчах у складі національної збірної Англії. Того ж року провів ще три гри за національну команду, забивши загалом 2 голи, після чого до її лав не залучався.

## Кар'єра тренера
Розпочав тренерську кар'єру, ще продовжуючи грати на полі, 1985 року, очоливши тренерський штаб клубу «Транмер Роверз».
Наразі останнім місцем тренерської роботи був клуб «Галіфакс Таун», головним тренером команди якого Френк Вортінгтон був з 1991 по 1992 рік.

## Титули і досягнення
- Найкращий бомбардир Футбольної ліги Англії (1):

1978/79 (24 голи)